# Buchetul stilian
Buchetul stilian este format din grupul de inserții a trei mușchi și două ligamente pe procesul stiloid. 
Mușchii sunt: stilofaringian, stiloglos și stilohioidian 
Ligamentele sunt: stilohiodian și stilomandibular.  
Buchetul stilian se mai numește și Buchetul lui Riolan, care este format din trei trandafiri roșii (mușchii) și doi trandafiri albi (ligamentele).